# La Bazouge-du-Désert
La Bazouge-du-Désert est une commune française située dans le département d'Ille-et-Vilaine en région Bretagne, peuplée de 1 080 habitants.

## Géographie
|         | Louvigné-du-Désert   | Landivy (Mayenne)               |
|         | La Bazouge-du-Désert | Pontmain (Mayenne)              |
| Landéan |                      | Saint-Ellier-du-Maine (Mayenne) |

### Hydrographie
Pour un article plus général, voir Réseau hydrographique d'Ille-et-Vilaine.
La commune est traversée par la ligne de partage des eaux entre les bassins hydrographiques Seine-Normandie et Loire-Bretagne. Elle est drainée par l'Airon, la Glaine, la Rivière du Moulin Dory, le cours d'eau 06 de la commune de la Bazouge-du-Desert, le fossé 01 de la Basse Frachetière, le fossé 01 de la Contrie, le fossé 01 de la Croix du Gast, le fossé 01 de la Geslandais, le fossé 01 de la Gislais, le fossé 01 de la Guinchère des Bois, le fossé 01 de la Haute Chérulais, le fossé 01 de la Récussionnère, le fossé 01 des Chauvières, le fossé 01 du Lattay, le fossé 01 du Pont Renaud, le fossé 02 de la commune de la Bazouge-du-Desert, le fossé 02 de la Listière, le fossé 02 de la Récussionnière, le fossé 06 du Chêne, le ruisseau de Chevaux morts, le ruisseau de la Mehetrais, le ruisseau de Villavran et le ruisseau du Gué au râle,,.
L'Airon, d'une longueur de 42 km, prend sa source dans la commune de Saint-Berthevin-la-Tannière et se jette  dans la Sélune à Saint-Hilaire-du-Harcouët, après avoir traversé douze communes. 
La Glaine, d'une longueur de 14 km, prend sa source dans la commune de Saint-Ellier-du-Maine et se jette  dans l'Airon à Louvigné-du-Désert, après avoir traversé six communes. 

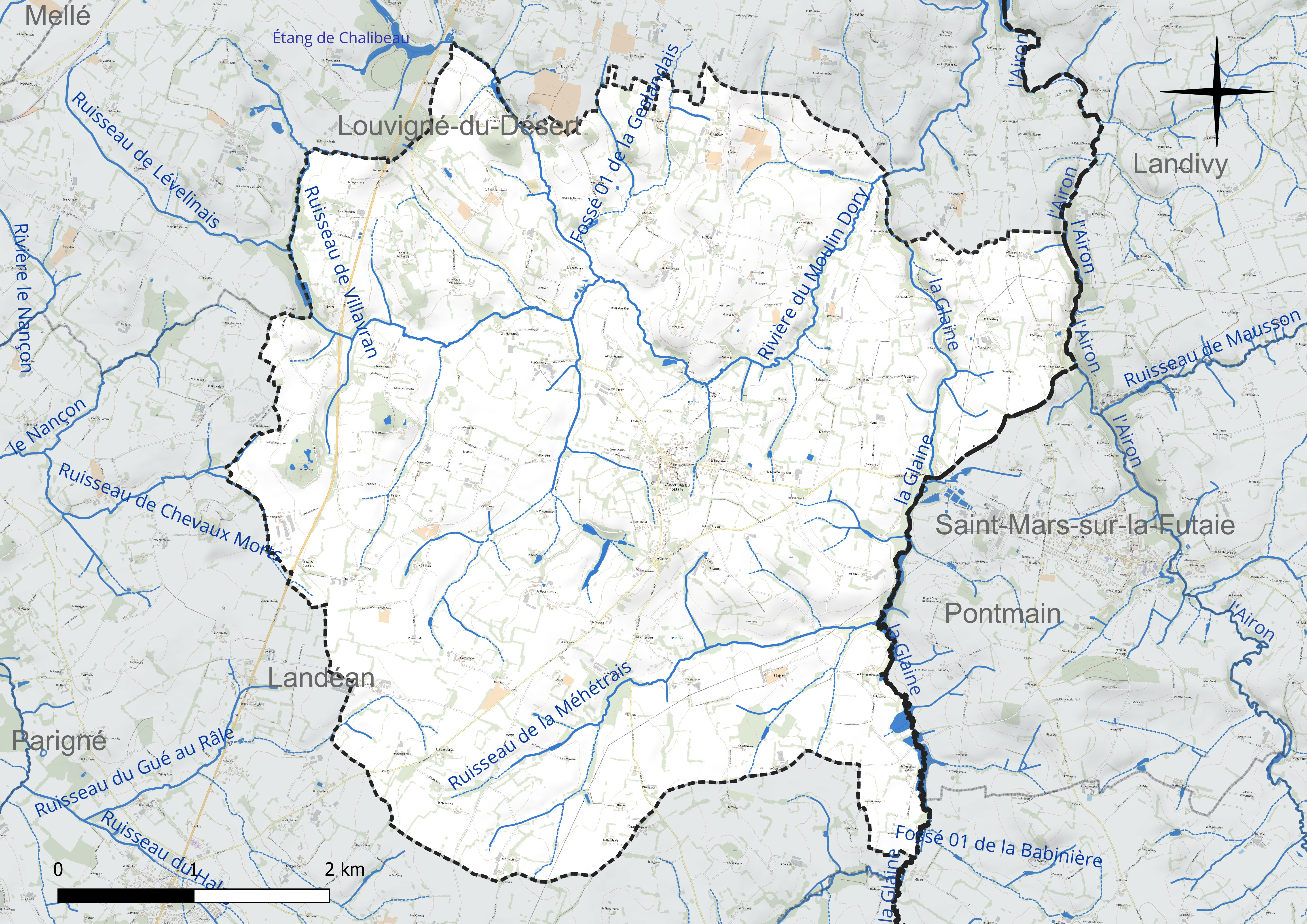
Réseau hydrographique de la Bazouge-du-Désert.

### Climat
Pour des articles plus généraux, voir Climat de la Bretagne et Climat d'Ille-et-Vilaine.
En 2010, le climat de la commune est de type climat océanique franc, selon une étude du CNRS s'appuyant sur une série de données couvrant la période 1971-2000. En 2020, Météo-France publie une typologie des climats de la France métropolitaine dans laquelle la commune est exposée à un climat océanique et est dans la région climatique  Bretagne orientale et méridionale, Pays nantais, Vendée, caractérisée par une faible pluviométrie en été et une bonne insolation. Parallèlement l'observatoire de l'environnement en Bretagne publie en 2020 un zonage climatique de la région Bretagne, s'appuyant sur des données de Météo-France de 2009. La commune est, selon ce zonage, dans la zone « Intérieur Est  », avec des hivers frais, des étés chauds et des pluies modérées.  
Pour la période 1971-2000, la température annuelle moyenne est de 10,7 °C, avec une amplitude thermique annuelle de 13,4 °C. Le cumul annuel moyen de précipitations est de 965 mm, avec 14,2 jours de précipitations en janvier et 8,3 jours en juillet. Pour la période 1991-2020, la température moyenne annuelle observée sur la station météorologique la plus proche, située sur la commune de Louvigné-du-Désert à 5 km à vol d'oiseau, est de 11,1 °C et le cumul annuel moyen de précipitations est de 941,3 mm,. Pour l'avenir, les paramètres climatiques de la commune estimés pour 2050 selon différents scénarios d'émission de gaz à effet de serre sont consultables sur un site dédié publié par Météo-France en novembre 2022.

## Urbanisme

### Typologie
Au 1er janvier 2024, La Bazouge-du-Désert est catégorisée commune rurale à habitat dispersé, selon la nouvelle grille communale de densité à sept niveaux définie par l'Insee en 2022.
Elle est située hors unité urbaine. Par ailleurs la commune fait partie de l'aire d'attraction de Fougères, dont elle est une commune de la couronne,. Cette aire, qui regroupe 26 communes, est catégorisée dans les aires de 50 000 à moins de 200 000 habitants,.

### Occupation des sols
L'occupation des sols de la commune, telle qu'elle ressort de la base de données européenne d'occupation biophysique des sols Corine Land Cover (CLC), est marquée par l'importance des territoires agricoles (97,7 % en 2018), une proportion sensiblement équivalente à celle de 1990 (97,9 %). La répartition détaillée en 2018 est la suivante : 
zones agricoles hétérogènes (73,9 %), prairies (22,1 %), zones urbanisées (1,8 %), terres arables (1,7 %), forêts (0,5 %). L'évolution de l'occupation des sols de la commune et de ses infrastructures peut être observée sur les différentes représentations cartographiques du territoire : la carte de Cassini (XVIIIe siècle), la carte d'état-major (1820-1866) et les cartes ou photos aériennes de l'IGN pour la période actuelle (1950 à aujourd'hui).

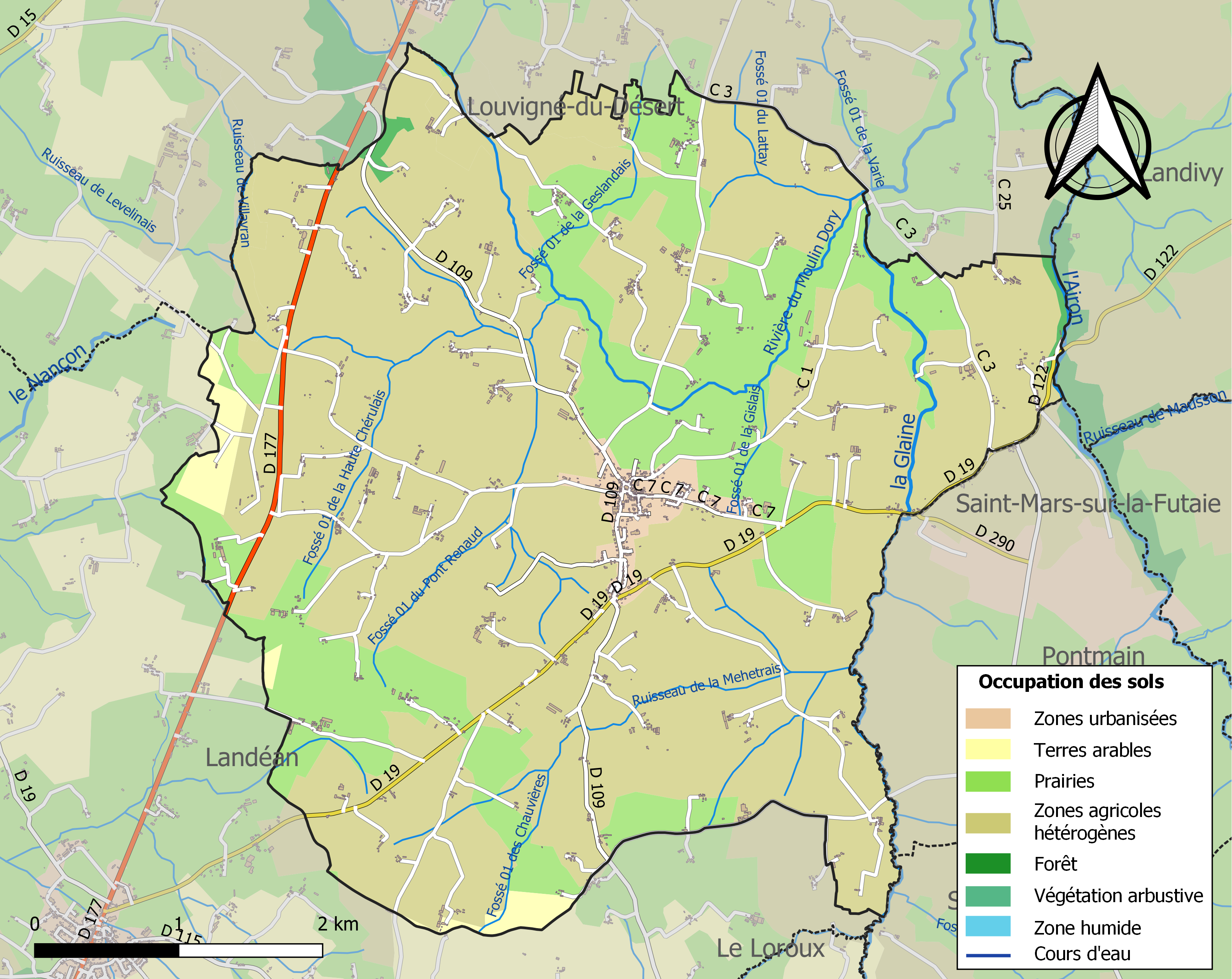
Carte des infrastructures et de l'occupation des sols de la commune en 2018 (CLC).

## Toponymie
Le nom de la localité est attesté sous les formes Vicus qui Basilica en 1040, ecclesia de la Bazogia en 1090, Bazocha et Bazogia en 1516.
Bazouge est une formation toponymique médiévale, basée sur une variante de l'ancien français basoge « église, basilique, palais, marché couvert », terme qui procède du gallo-roman *BASILCA, lui-même du latin basilica « marché » puis « église », à l'origine du doublet savant basilique. Le sens toponymique de Bazouge est celui d'« église ou monument érigé en mémoire d'un martyr » (sens attesté en latin chrétien et médiéval) et de « marché couvert », il est donc difficile de savoir à quoi il se réfère exactement.
On appelait Désert une zone favorable à l'érémétisme, comme il s'en trouvait au haut Moyen Âge à la limite de deux cités ; deux régions en lisière du diocèse de Rennes ont porté ce qualificatif, celle de Louvigné-du-Désert, mais aussi l'archidiaconé du Désert, ainsi que le doyenné du Désert, une de ses subdivisions. Toutefois cette explication est contestée par certains pour qui le mot "désert" ferait référence aux landes incultes dans la région de l'ancienne Marche de Bretagne et non au « désert de l'ermite ».

## Histoire

### Moyen-Âge
Au haut Moyen Âge le doyenné de Louvigné (son existence est attestée par une charte du XIIIe siècle) qui comprenait les paroisses de La Bazouge-du-Désert, La Selle-en-Coglès, Le Châtellier, Le Ferré, Landéan, Louvigné-du-Désert, Mellé, Monthault, Montours, Parigné, Poilley, Saint-Brice-en-Coglès, Saint-Étienne-en-Coglès, Saint-Georges-de-Reintembault, Saint-Germain-en-Coglès, Saint-Jean-en-Coglès, Villamée.

### Époque moderne
La chapelle du Tertre Alix, en fait un simple oratoire adossé à un vieux chêne, commémore le miracle qui, selon la tradition, sauva Alix de Vilauran : attaqué par des loups, il aurait invoqué la Vierge et le chêne creux se serait ouvert pour le protéger.

### Révolution française
Pendant la Chouannerie, la commune fut le théâtre d'un affrontement entre Chouans et Républicains. Le curé assermenté de La Bazouge-du-Désert fut assassiné pendant la Révolution.
Le prince de Talmont, un des principaux chefs de la Chouannerie, alors en fuite (Virée de Galerne), fut arrêté le 31 décembre 1793, alors qu'il était déguisé en paysan, à La Bazouge-du-Désert.

### LeXIXesiècle

#### LesLouisets
La Bazouge-du-Désert fut une des principales paroisses à être concerné par le schisme de la Petite Église, des catholiques refusant le Concordat de 1801, connus dans la région de Fougères sous le nom des Louisets.

### LeXXesiècle
En 1961, l'orthographe de la commune a été modifié : La Bazouges-du-Désert devient officiellement La Bazouge-du-Désert.

## Héraldique et logotype

### Héraldique
| Blason de La Bazouge-du-Désert | Blason  | D'azur aux trois souches d'arbre arrachées d'or, surmontées d'un héron contourné du même. |
| Blason de La Bazouge-du-Désert | Détails |                                                                                           |

### Logotype
| Logo de la municipalité | À compléter |

## Politique et administration

### Liste des maires

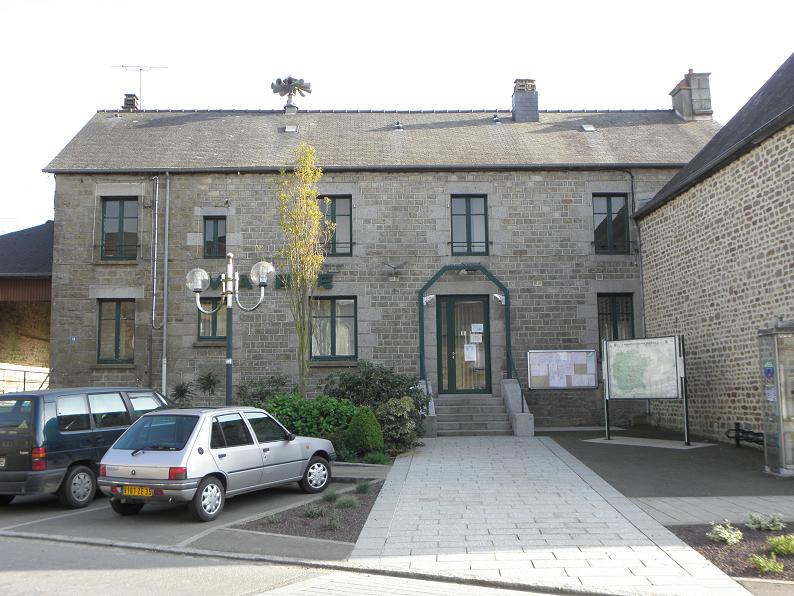
Mairie de La Bazouge-du-Désert.

| Période                                  | Période   | Identité              | Étiquette | Qualité                                    |
| ---------------------------------------- | --------- | --------------------- | --------- | ------------------------------------------ |
| Les données manquantes sont à compléter. |           |                       |           |                                            |
| mai 1953                                 | mars 1989 | Jean-Baptiste Denoual |           |                                            |
| mars 1989                                | 2007      | Marcel Pitois         |           | Transporteur routier                       |
| 2007                                     | En cours  | Joseph Boivent        | DVD       | Agriculteur Réélu pour le mandat 2020-2026 |

### Jumelages
Avec les sept autres communes du canton de Louvigné-du-Désert, aujourd'hui dissous, La Bazouge-du-Désert est jumelée avec :
- Burnham-on-Sea and Highbridge (Royaume-Uni) depuis 2000.

## Démographie
L'évolution du nombre d'habitants est connue à travers les recensements de la population effectués dans la commune depuis 1793. Pour les communes de moins de 10 000 habitants, une enquête de recensement portant sur toute la population est réalisée tous les cinq ans, les populations de référence des années intermédiaires étant quant à elles estimées par interpolation ou extrapolation. Pour la commune, le premier recensement exhaustif entrant dans le cadre du nouveau dispositif a été réalisé en 2008.
En 2022, la commune comptait 1 080 habitants, en évolution de −1,82 % par rapport à 2016 (Ille-et-Vilaine : +5,46 %, France hors Mayotte : +2,11 %).
| 1793  | 1800  | 1806  | 1821  | 1831  | 1836  | 1841  | 1846  | 1851  |
| ----- | ----- | ----- | ----- | ----- | ----- | ----- | ----- | ----- |
| 2 260 | 2 206 | 2 175 | 1 985 | 2 076 | 1 929 | 1 903 | 1 935 | 1 967 |

| 1856  | 1861  | 1866  | 1872  | 1876  | 1881  | 1886  | 1891  | 1896  |
| ----- | ----- | ----- | ----- | ----- | ----- | ----- | ----- | ----- |
| 1 882 | 1 890 | 1 868 | 1 800 | 1 756 | 1 750 | 1 753 | 1 765 | 1 719 |

| 1901  | 1906  | 1911  | 1921  | 1926  | 1931  | 1936  | 1946  | 1954  |
| ----- | ----- | ----- | ----- | ----- | ----- | ----- | ----- | ----- |
| 1 686 | 1 614 | 1 600 | 1 379 | 1 405 | 1 413 | 1 446 | 1 397 | 1 423 |

| 1962  | 1968  | 1975  | 1982  | 1990  | 1999  | 2006  | 2008  | 2013  |
| ----- | ----- | ----- | ----- | ----- | ----- | ----- | ----- | ----- |
| 1 399 | 1 340 | 1 280 | 1 158 | 1 074 | 1 012 | 1 044 | 1 053 | 1 110 |

| 2018  | 2022  | - | - | - | - | - | - | - |
| ----- | ----- | - | - | - | - | - | - | - |
| 1 074 | 1 080 | - | - | - | - | - | - | - |

## Lieux et monuments notables

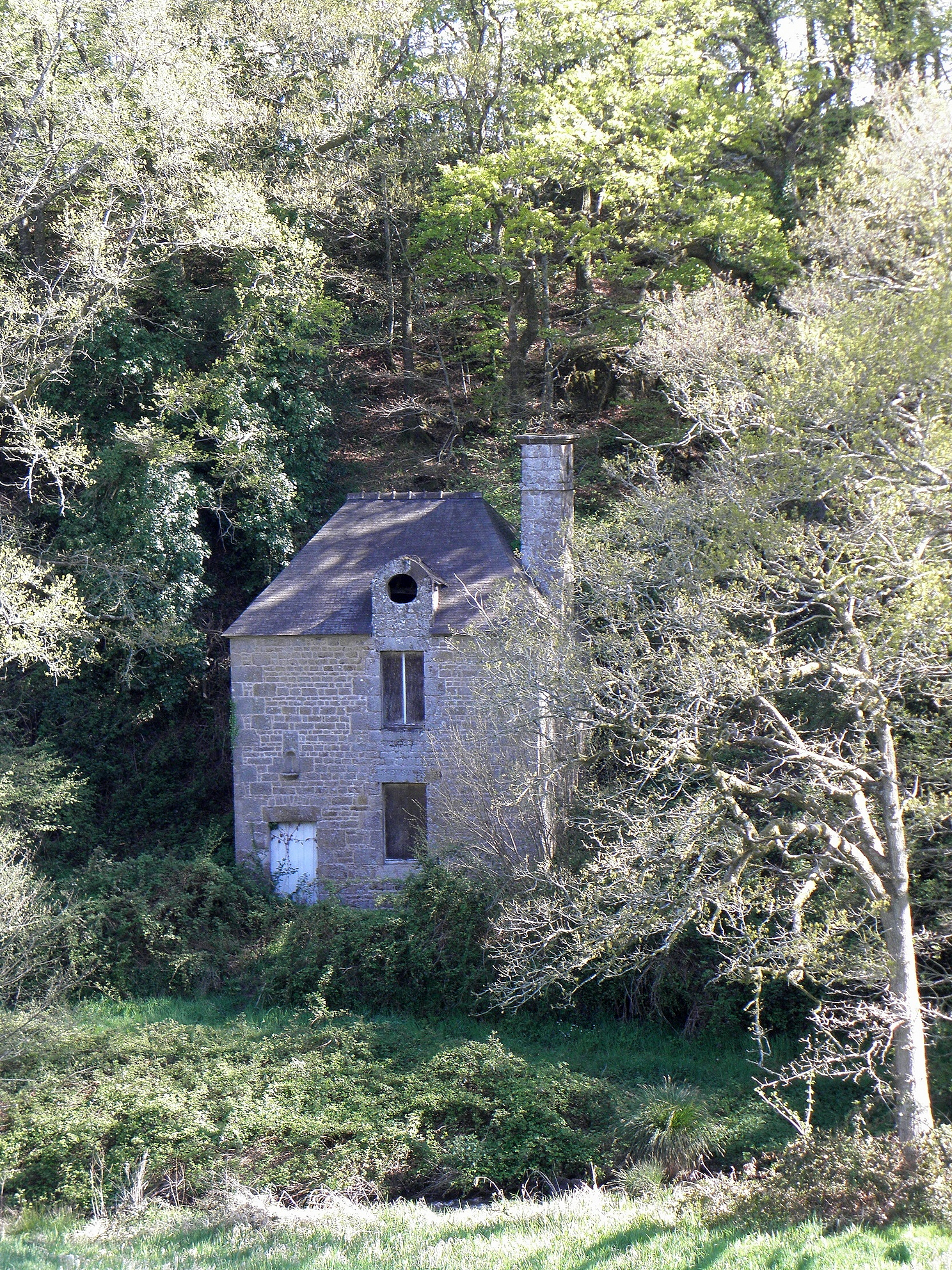
Malagra.

- Église Saint-Martin : édifice néogothique construit par l'architecte Arthur Regnault. En 1912, Auguste Alleaume y réalise un vitrail patriotique où est représenté, autour du vœu national au Sacré-Cœur de Jésus : saint Denis, sainte Geneviève, sainte Clotilde, saint Louis, saint François de Sales, Jeanne d'Arc, etc., devant un tableau tricolore et un tableau fleurdelisé. Vitrail en six fenêtres, composé de trois rosaces en hauts et trois rectangles en bas[51].
- Maison de Malagra, lieu d'arrestation du Prince de Talmont.